# MiSide
MiSide è un videogioco d'avventura con elementi horror del 2024 sviluppato dal team russo AIHASTO e pubblicato da IndieArk. È stato pubblicato per Microsoft Windows l'11 dicembre 2024. Il videogioco esplora i temi della realtà e della simulazione attraverso un horror psicologico.
Il gioco è stato accolto molto positivamente, ricevendo oltre 10.000 recensioni nella prima settimana di lancio su Steam.

## Trama
Il protagonista, il cui nome può essere deciso dal giocatore altrimenti si chiamerà "Konoa", ha appena ricevuto un videogioco simulatore di vita sul suo smartphone chiamato MiSide, con Mita, una ragazza dai capelli e occhi blu, come protagonista. Dopo aver giocato per 37 giorni, Konoa viene trasportato nel mondo di gioco dove incontra Mita personalmente. Mentre passa del tempo con lei, scopre alcune cartucce con sopra scritti diversi nomi, nascoste nel bagno di Mita. Poco dopo Konoa sentirà dei rumori dall'armadio della camera di letto di Mita, ma quest'ultima insiste di non aprirlo.
Se il giocatore decide di aprirlo lo stesso, Mita rivelerà la sua vera natura spegnendo tutte le luci dell'appartamento con uno schiocco di dita. Esplorando l'appartamento e seguendo la metà inferiore del modello di Mita, Konoa trova le chiave dell'armadio, scendendo nello sgabuzzino. Al suo interno scopre un'altra versione di Mita, chiamata "Kind Mita", che consegna a Konoa un anello per viaggiare nelle diverse versioni dell'app e salvare le altre versioni di Mita prima che l'originale e malvagia Mita conosciuta dal giocatore, soprannominata "Crazy Mita", lo catturi e lo trasformi in una cartuccia.

## Modalità di gioco
La storia di MiSide è ambientata in un appartamento digitale. Inizia con il giocatore che interagisce con Mita, un personaggio di un videogioco mobile che il giocatore scarica sul suo telefono. I giocatori possono risolvere puzzle, esplorare l'appartamento, giocare a minigiochi e scoprire segreti nascosti. L'app inizialmente presenta uno stile 2D e chibi. Dopo aver completato il 37° giorno fittizio, Mita chiederà al giocatore di poterlo incontrare di persona. Dopo aver alzato lo sguardo dal telefono, il giocatore si ritrova in una versione tridimensionale del mondo di gioco dell'app, seduto sul divano dell'appartamento. In questa nuova ambientazione, il giocatore deve adattarsi, completare sfide e giocare con Mita di persona.
Il gioco continua normalmente con versioni più interattive dei minigiochi dell'app, finché Mita non chiede al giocatore di fare un gioco di carte. A quel punto si sentiranno bussi provenire dall'armadio della stanza, nonostante Mita continui a negare. Il giocatore quindi può scegliere se non controllare, fidandosi di Mita, sbloccando la "Peaceful Mode", ancora in fase di sviluppo; o insistere per vedere cosa c'è dentro l'armadio, iniziando la vera modalità di gioco.

## Sviluppo
MiSide è stato sviluppato da AIHASTO, un duo russo composto da: MakenCat, il programmatore e l'animatore, e Umeerai, il model e texture designer. Kana Hanaiwa, conosciuta per aver doppiato Lilja Katsuragi in Gakuen iDOLM@STER, è la doppiatrice di Mita nella localizzazione giapponese.

### Distribuzione
Il gioco è stato inizialmente distribuito come demo il 18 agosto 2023 su Itch.io. La versione completa è stata distribuita su Steam l'11 dicembre 2024.

## Accoglienza
| Testata | Giudizio |
| ------- | -------- |
| Game8   | 88/100   |

MiSide ha ricevuto oltre 10.000 recensioni su Steam la settimana di lancio, ottenendo un punteggio "estremamente positivo" con il 98%. I critici hanno elogiato come gli sviluppatori abbiano unito il genere dell'horror psicologico con un'atmosfera carina e quasi confortante, la narrazione coinvolgente e la modalità di gioco "immersiva", definendoli i punti chiave del gioco.